# Raphaëlle Tervel
Raphaëlle Tervel, född 21 april 1979 i Besançon, är en fransk handbollstränare och tidigare handbollsspelare (vänstersexa). Efter spelarkarriärens slut har hon varit huvudtränare för ES Besançon.

## Klubblagskarriär
Tervel spelade först för JA Maîche från 1994 till 1996. 1996 anslöt ho till ES Besançon, där hon spelade totalt tio säsonger. Under denna period vann hon franska mästerskapet tre gånger, franska cupen fyra gånger, ligacupen två gånger och Europacupvinnarcupen en gång. Hon flyttade sedan till den spanska förstadivisionsklubben BM Bera Bera. Från januari 2010 till slutet av säsongen 2009/2010 hade hon kontrakt med den norska toppklubben Larvik HK, med vilken hon vann norska titelguldet. Hon återvände sedan till Spanien, där hon spelade för SD Itxako i två år. 2012 fick klubben stora ekonomiska svårigheter, hennes kontrakt förnyades inte och hon gick då till den ungerska klubben Győri ETO KC. Där avslutade hon sin karriär och vann hon ungerska mästerskapet, den nationella cupen och EHF Champions League sedan slutade  hon i som spelare.
Från december 2014 var hon en del av tränarteamet för den franska andradivisionsklubben ES Besançon. Hon blev sommaren 2015 huvudtränare för ES Besançon, som spelade i den högsta franska ligan från säsongen 2015/2016. Efter säsongen 2020/2021 avslutade hon sin tränarkarriär i ES Besançon.

## Landslagskarriär
Raphaëlle Tervel debuterade i landslaget 1998. Hon spelade 253 matcher för det franska landslaget och gjorde 379 mål. Hon deltog i sex VM-turneringar med Frankrike: 2001, 2003, 2005, 2007, 2009 och 2011, Hon spelade i EM 2000, 2002, 2004, 2006 och 2008. Hennes främsta merit med landslaget är VM-guldet 2003 i Kroatien. Hon deltog vid fyra Olympiska sommarspel 2000, 2004, 2008  2012. 2014 slutade hon spela för franska landslaget.

## Klubblagsmeriter
- Franska mästare 1998, 2001, 2003
- Franska cupen 2001, 2002, 2003, 2005
- Norsk mästare 2010
- Spansk mästare 2011, 2012
- Ungersk mästare 2013, 2014
- Ungerska cupen 2013, 2014
- EHF Champions League 2013, 2014
- EHF cupvinnarcupen 2003